# Grégory Doucet

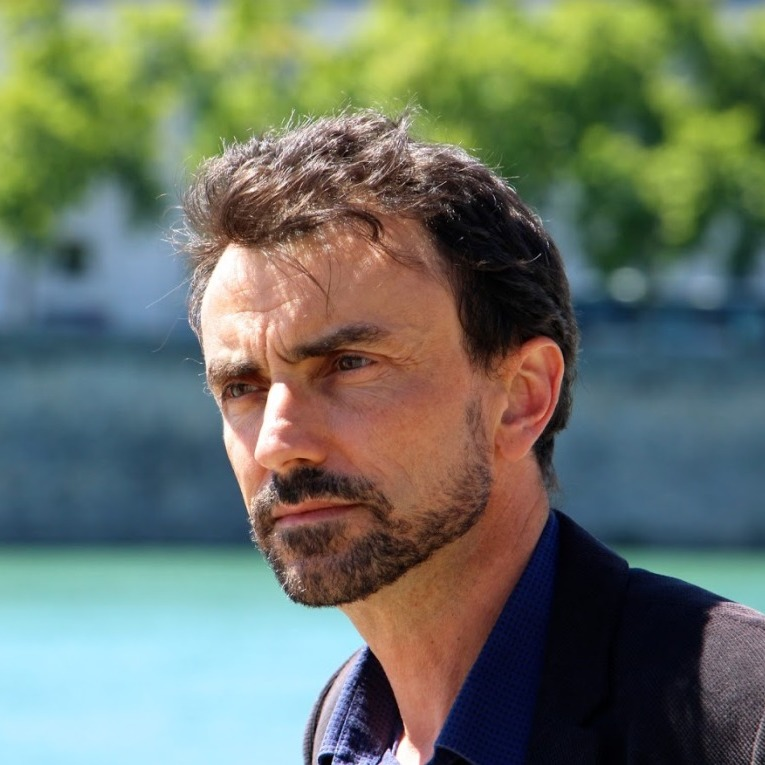
Grégory Doucet (2020)

Grégory Doucet (Parijs, 22 augustus 1973) is een Frans politicus van Europe Écologie-Les Verts (EELV). Sinds 4 juli 2020 is hij burgemeester van de gemeente Lyon. Hij volgde Gérard Collomb op, die zich niet opnieuw kandidaat voor het burgemeesterschap stelde.